# Martin-Pierre Marsick
Martin Pierre Joseph Marsick (Jupille-sur-Meuse, 9 marzo 1847 – Parigi, 21 ottobre 1924) è stato un violinista e docente belga.

## Biografia
Martin-Pierre Marsick studiò con Désiré Heynberg a Liegi, con Hubert Léonard a Bruxelles e con Joseph Massart a Parigi. Si perfezionò con Joseph Joachim a Berlino. Dal 1892, Marsick fu professore di violino al Conservatorio di Parigi, succedendo a Eugène Sauzay. Si dimise nel 1900. I suoi scritti pedagogici includono Eureka! mécanisme nouveau pour "se mettre en doigts" en quelques minutes (1905) e La Grammaire du violon (1924).
Ebbe tra i suoi allievi Carl Flesch, Pierre Monteux, Jules Boucherit, Jacques Thibaud, Valerio Franchetti Oliveira, André Mangeot, Simon Pullman, Edgar dall’Orso, George Enescu, Demetrius Dounis.

## Scritti
- Exercices Nouveaux de Mécanisme “EUREKA”, Paris, Alphonse Leduc, 1905
- La Grammaire du Violon. Réforme complète dans l’Enseignement des premiers principes du Violon basée sur les mouvements naturels et logiques du corps humain et de tous les intervalles des huit notes de la gamme contenus dans les quatre doigts de la main gauche, Paris, L. Maillochon, 1924

## Opere dedicate
- César Cui, Suite Concertante pour le violon avec accompagnement d’orchestre ou de piano, Op. 25. Dedica: “À Monsieur Martinn [sic] Marsick”
- Saint-Saëns, Sonata per violino e pianoforte, Op.75